# Penthophlebia fuscifronta
Penthophlebia fuscifronta är en fjärilsart som beskrevs av Paul Dognin 1916. Penthophlebia fuscifronta ingår i släktet Penthophlebia och familjen mätare. Inga underarter finns listade i Catalogue of Life.